# Astarac
920 – XIIIe siècle
Entités précédentes :
- Gaule aquitaine
- Novempopulanie
- Duché de Vasconie
- Comté d'Astarac

Entités suivantes :
- Départements du Gers et des Hautes-Pyrénées
- Région Occitanie

L'Astarac ou Estarac est une région naturelle située sur les départements actuels du Gers et des Hautes-Pyrénées ainsi qu'une ancienne circonscription de la province historique de Gascogne.

## Géographie
Défini comme région naturelle, l'Astarac est situé en Gascogne, au sud du département du Gers et au nord des Hautes-Pyrénées. Longeant le plateau de Lannemezan, c'est un pays très vallonné, au sol argileux, traversé par plusieurs rivières dont la Baïse, l'Arrats et le Gers, permettant la formation de lacs artificiels comme le lac de l'Astarac. 
Il partage ses frontières avec l'Armagnac au nord-ouest, la Rivière-Basse et la Bigorre  à l'ouest, le Magnoac (des Quatre-Vallées) au sud-est, le Savès à l'est. Il regroupe les villes de Mirande, Masseube, Miélan, Pavie, Idrac-Respaillès, Castelnau-Barbarens, Berdoues-Ponsampère, Mont-d'Astarac, Miramont-d'Astarac, Laas d'Astarac, Fontrailles.

## Démographie
L'Astarac est une région à l'habitat dispersé. 

## Économie
C'est une région dans laquelle on pratique principalement l'élevage.

## Héraldique
Les armoiries du comté d'Astarac se blasonnent ainsi : écartelé d'or et de gueules.

## Étymologie
Astarac, au Moyen Âge Asteriacum, Asteirac, est a priori, comme son homonyme Estirac, un nom de domaine gallo-romain fondé sur le nom local Aster (Uciando Aster, Dato Aster, Sancio Aster, Atton Aster sont des noms de personne documentés, les trois premiers en Bigorre, le quatrième à Lézat-sur-Lèze). Le village d'Asté près de Beaucens, est un ancien Aster. Le linguiste Joan Coromines rapproche ce nom du mot biscayen azterren 'racine, fondement'.

## Histoire

### Moyen Âge tardif

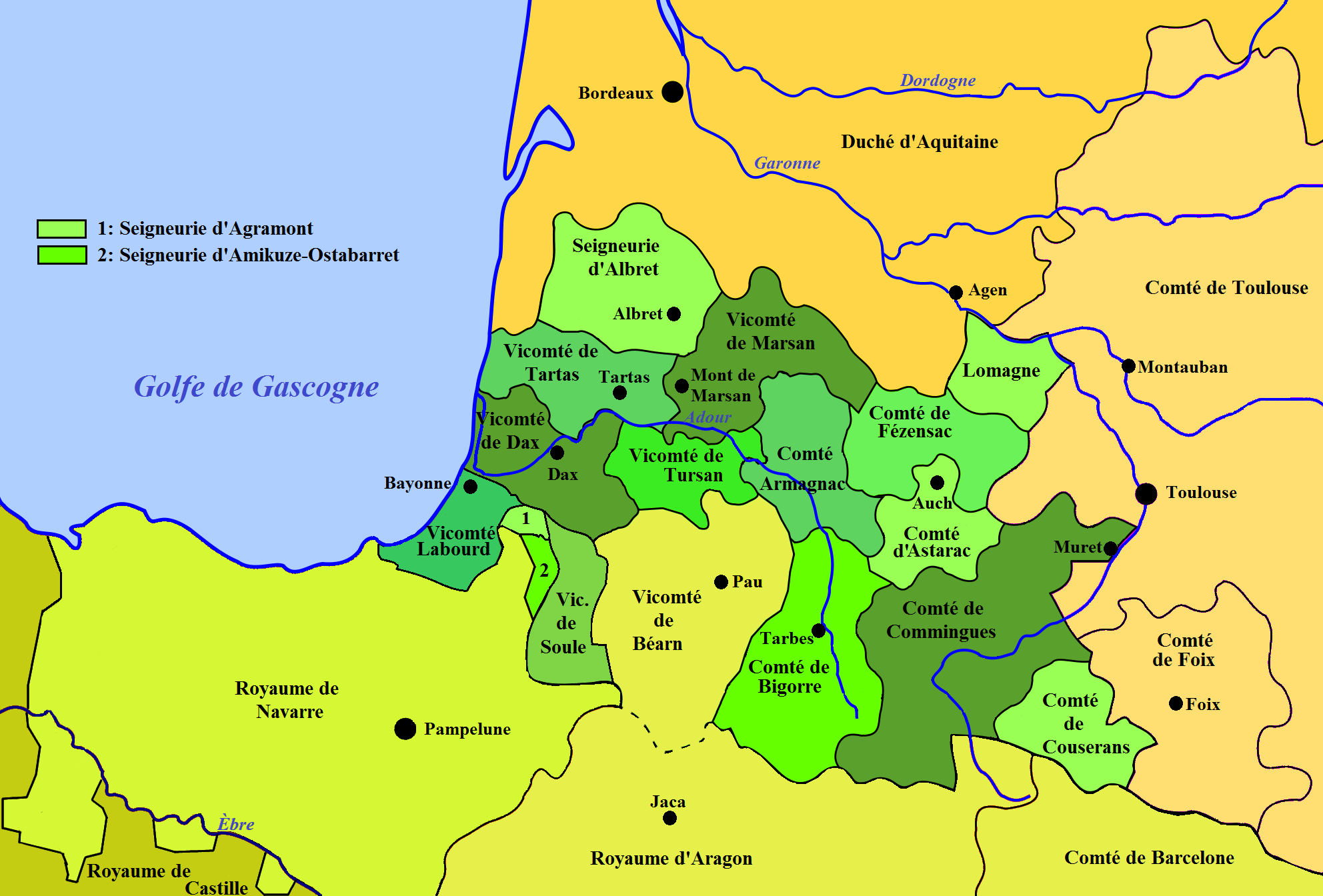
Carte des fiefs de Gascogne vers 1150.

La bastide de Mirande, construite en 1280, devint la capitale du comté d'Astarac en 1297. En 1307, le Comte Bohémond d'Astarac tenait le château de Renso, où fut construite la bastide de Tournay dans les Hautes-Pyrénées. Il tenait ainsi un nœud stratégique entre la Bigorre et le comté d'Aure, sur la rivière Arros face au château de Mauvezin. Le comté d'Astarac était divisé en quatre châtellenies, à savoir : les châtellenies de Castelnau-Barbarens, de Durban, de Moncassin et de Villefranche. Il comprenait, en outre, le perche de Mirande et divers lieux abbatiaux et hommagers.

#### La châtellenie de Castelnau-Barbarens
La châtellenie de Castelnau-Barbarens comprenait Castelnau-Barbarens, Faget-Abbatial, Fanjaux, Grenadette, La Garde-Propre, Lartigolle, Lartigue, Mazéres, Pépieux, Pontéjac, Saint-Guiraud, Saramon et Sémézies (aujourd'hui, partie de Sémézies-Cachan).

#### La châtellenie de Durban
La châtellenie de Durban comprenait Arbechan, Arcagnac, Artiguedieu, Aulin, Auterive, Bonnes, Boucagnères, Durban, Delempouy, Gramont, Gramoulas, Haulies, Labéjan, Lamazère, Lasséran, Lougarrané, Marseillan-d'Astarac, Mauvezin, Miramont, Vienau, Montarrabé, Orbessan, Plavés, Saint-Jean-le-Comtal, Sansan, Traversères, Vidaillan et Villeneuve.

#### La châtellenie de Moncassin
La châtellenie de Moncassin comprenait Arroux, Arrouède, Attus, Aujan (aujourd'hui, partie de la commune d'Aujan-Mournède), Auriac, Auriaguet, Barcugnan, Belloc-Lapalu, Bernet, Bézues (aujourd'hui, partie de Bézues-Bajon), Bidore, Bieuzan, Chélan, Clarens, Clermont-Noble, Clermont-Propre, Duffort, Esclassan et Labastide (aujourd'hui, parties d'Esclassan-Labastide), Feissau, Fontarailles, Gaujan, Gaujac, Labarthe, Lacassaigne, Lacaze, La Garde-Noble, La Garde-Racané, Lembège, Lamothe (aujourd'hui, hameau de Pouy-Loubrin]), Lannabère, Lasserre-Berdoues (aujourd'hui, partie de Berdoues), Libou, Loubersan, Loucazau de Seillan, Loumassés, Lourties et Monbrun (aujourd'hui, parties de Lourties-Monbrun), Lasseube-Propre, Manas (aujourd'hui, partie de Manas-Bastanous), Maneat, Masseube, Maumus, Mongardin, Monlaur, Montané, Montaut, Mont-d'Astarac, Mont-de-Marrast, Mournède, Montastruc, Noilhan, Ponsampère, Ponsan-Soubiran, Pouy-Loubrin, Puységur, Saint-Arailles, Saint-Arroman, Sainte-Aurence (aujourd'hui, partie de Sainte-Aurence-Cazaux), Saint-Maur, Saint-Ost, Samaran, Sauviac et Theux (aujourd'hui, partie de Saint-Élix-Theux).
À Theux, le quartier du prieuré, dont la directe appartenait aux jésuites d'Auch, relevait du roi comme dépendance du prieuré de Sainte-Dode, dépendant jadis de l'abbaye de Simorre.

#### La châtellenie de Villefranche
La châtellenie de Villefranche comprenait Aguin et Betcave (aujourd'hui, parties de Betcave-Aguin), Aussos, Baillasbats, Bellegarde, Cabas (aujourd'hui, partie de Cabas-Loumassès), Cachan (aujourd'hui, partie de Sémézies-Cachan), Lasseube-Noble, Meilhan, Monbardon, Moncorneil-Derrière et Moncorneil-Devant (aujourd'hui, parties de Moncorneil-Grazan), Monferran, Moulas, Pis, Saint-Blancard, Saint-Élix, Sarcos, Sère, Viola et Villefranche.

#### Perche de Mirande
Mirande, Artigues, Arcoues, Bascous, Bazugues, Cuélas, Laffitte-Toupière, Pouyguillés, Respaillés, Sarragailloles, Saint-Clément, Saint-Élix, Saint-Jaymes, Saint-Martin, Saint-Hezart, Saint-Michel, Soulés et Valentées.

#### Lieux abbatiaux
Les lieux abbatiaux dépendants du comté d'Astarac étaient : Faget, Gramoulas (commenderie), Idrac (aujourd'hui, partie d'Idrac-Respaillès), Lasserre-Berdoues, Mongausy, Ponsampère, Pavie, Pessan, Saramon, Seissan et Tachoires.

#### Lieux hommagers
Les lieux hommagers du comté d'Astarac étaient : Arrouède, Atlas, Aussas, Cère, Chélan, Duffort, FontrailIes, Lacaze, Lamaguère, Laouméde, Loumassés, Marseillan, Mauvezin, Mazères-Campeils, Monbardon, Montagnan, Mont-d'Astarac, Orbessan, Ornézan, Ponsan-Soubiran, Pontéjac et Tirent (aujourd'hui, parties de Tirent-Pontéjac), Pouy-Loubrin, Saint-Arailles, Saint-Blancard, Saint-Guiraud et Sarcos.

### XVIIIesiècle
Composante de la province de Gascogne, l'Astarac désigne sous l'Ancien Régime :
- un comté tenu par la maison d'Astarac jusqu'au XVIe siècle, puis par les maisons de Foix, de Roquelaure et de Rohan-Chabot (liste des comtes d'Astarac) ;
- un archidiaconé, subdivision du diocèse d'Auch, qui s'étend au sud d'Auch, entre les vallées de l'Osse et de la Gimone ;
- une élection, circonscription financière dont le ressort recouvre imparfaitement les comtés d'Astarac et de Pardiac.

## Culture

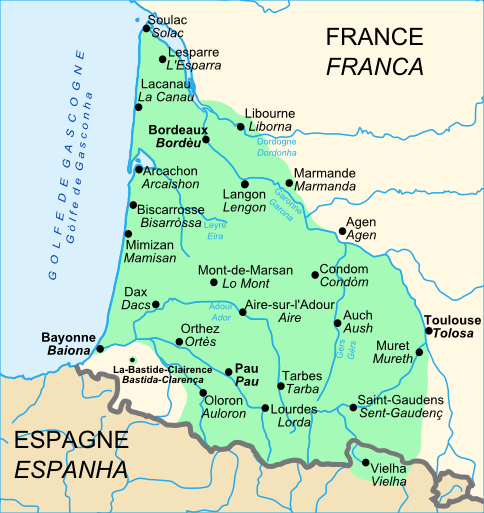
Aire d'influence du gascon.

L'Astarac se trouve dans l'aire d'influence du gascon.